# The High End of Low
Albums de Marilyn Manson
Eat Me, Drink Me
(2007) Born Villain
(2012)
Singles
1. We're from America
Sortie : 27 mars 2009
2. Arma-Goddamn-Motherfuckin-Geddon
Sortie : 18 mai 2009
3. Running To The Edge Of The World

The High End of Low est le 7e album studio du groupe Marilyn Manson. Il est sorti le 26 mai 2009 en Amérique du Nord.
Les singles de cet album sont : Arma-Goddamn-Motherfuck*ng-Geddon, Running To The Edge Of The World et comme single promotionnel : We're From America.

## Liste des titres
Toutes les paroles sont écrites par Marilyn Manson, toute la musique est composée par Twiggy Ramirez, Chris Vrenna, sauf Wight Spider, par Ramirez, Vrenna et Manson.
| No  | Titre                                         | Durée |
| --- | --------------------------------------------- | ----- |
| 1.  | Devour                                        | 3:46  |
| 2.  | Pretty as a Swastika                          | 2:45  |
| 3.  | Leave a Scar                                  | 3:55  |
| 4.  | Four Rusted Horses                            | 5:00  |
| 5.  | Arma-Goddamn-Motherfuckin-Geddon              | 3:39  |
| 6.  | Blank and White                               | 4:27  |
| 7.  | Running to the Edge of the World              | 6:26  |
| 8.  | I Want to Kill You Like They Do in the Movies | 9:02  |
| 9.  | WOW                                           | 4:55  |
| 10. | Wight Spider                                  | 5:33  |
| 11. | Unkillable Monster                            | 3:44  |
| 12. | We're From America                            | 5:04  |
| 13. | I Have to Look Up Just to See Hell            | 4:12  |
| 14. | Into the Fire                                 | 5:15  |
| 15. | 15                                            | 4:21  |

Édition Deluxe:
1. « Arma-Goddamn-Motherfuckin-Geddon (Teddy Bears Remix) »
2. « Leave A Scar (Alternate Version) »
3. « Running To The Edge Of The World (Alternate Version) »
4. « Wight Spider (Alternate Version) »
5. « Four Rusted Horses (Opening Titles Version) »
6. « I Have To Look Up Just To See Hell (Alternate Version) »
7. « Into The Fire (Alternate Version) » (Édition iTunes et du Japon seulement)

## Composition du groupe
- Marilyn Manson – chants
- Twiggy Ramirez – basses, guitares
- Chris Vrenna – claviers, programmation
- Ginger Fish – batterie, percussions, piano (Into The Fire)